# Лела Стар
Лела Стар (на английски: Lela Star) е американската порнографска актриса.

## Биография
Родена е на 13 юни, 1985 г. в град Кейп Коръл, щата Флорида, САЩ и е от кубински произход. Дебютира като порнографска актриса през 2006 г., когато е на 21-годишна възраст. В индустрията я въвежда агента Джим Саут.
През юни 2007 г. сключва договор с компанията „Клуб Джена“, за която дебютира с филма „Lela Undone“. Във втория си филм за „Клуб Джена“ – „Pin Up Perversions with Lela Star“, снима първата си сцена с анален секс.
През октомври 2007 г. увеличава размера на гърдите си, чрез поставяне на импланти.
Участва във видеоклипа на песента „Set It Off“ на рапъра Кардинал Офишал.

## Награди и номинации
Носителка на награди
- 2008: Adam Film World награда за латино звезда на годината.[11][4]

Номинации
- 2006: Номинация за CAVR награда за звездица на годината.[12]
- 2007: Номинация за NightMoves награда за най-добра нова звезда.[13]
- 2008: Номинация за AVN награда за най-добра нова звезда.[14]
- 2008: Номинация за XBIZ награда за нова звезда на годината.[15]
- 2008: Номинация за AEBN VOD награда за най-добра новачка.[16]
- 2009: Номинация за AVN награда за най-добра групова секс сцена – „Кралска кобра“ (с Рокси Дивайл, Пейдж Морган, Шенън Кели, Марти Романо и Кристиан).[17]

Други признания и отличия
- 2008: „Twistys“ момиче на месец юли.[18]
- 2010: Пентхаус любимка за месец юли.[19]